# Giorgio Alessandro Conighi
Giorgio Alessandro Conighi (Fiume, 7 giugno 1892 – Trento, 4 gennaio 1977) è stato un ingegnere e vigile del fuoco italiano.

## Biografia

### Gioventù
Conighi nacque a Fiume. È ricordato, quale laureato in ingegneria, in qualità di Ufficiale superiore del Corpo Nazionale dei Vigili del Fuoco. Fin da ragazzo, assieme ai fratelli, partecipò attivamente al circolo politico irredentistico La Giovine Fiume, che si ispirava a Mazzini.
A diciotto anni, assieme ad altri nove fiumani, fu processato per alto tradimento dalla Corte d'assise di Graz; era il 10 dicembre 1910. Studiò a Fiume e si poi laureò in ingegneria civile.

### Volontario nella Grande guerra

Bandiera dello Stato Libero di Fiume, 1920-1924

Volontario negli alpini nella prima guerra mondiale, dovette cambiare nome in Giorgio Dilenardo, per sfuggire alla forca austriaca. Si legge sulla stampa friulana che il soldato volontario negli alpini Giorgio Conighi, nato a Fiume (Ungheria) ha ricevuto un encomio solenne. Nel 1918 ricevette la medaglia di bronzo e la croce di guerra.
Nel 1919 fu legionario a Fiume, con i fratelli Carlo Leopoldo Conighi e Cesare Augusto Conighi, mentre il padre, l'ingegnere Carlo Alessandro Conighi, era uno dei consiglieri di Gabriele D'Annunzio nella Reggenza del Carnaro.
Dal 1924 al 1940 assume il comando del Corpo dei pompieri di Fiume. Nel 1941 si occupa del 95º Corpo Cattaro, del 96º Corpo Spalato e del 97º Corpo Lubiana. Dopo l'8 settembre 1943 aderisce alla R.S.I. e segue il comando dei pompieri di Trieste. Secondo Bruno Coceani, nei primi mesi del 1945, l’ingegner Conighi, comandante dei vigili del fuoco, contribuisce a salvare il porto di Trieste dalla distruzione progettata dai nazisti.

### L'occupazione titina di Trieste e l'esodo
Nel maggio del 1945, a Trieste, i titini presero a cannonate la sua abitazione, perché si era rifiutato di esporre la bandiera rossa nella caserma dei pompieri, dove lavorava. Poco dopo fu arrestato dagli jugoslavi e recluso nel carcere del Coroneo. Liberato dopo trenta giorni di prigionia, scelse come molti l'esodo verso l'Italia, abbandonando la terra natia.
Nel dopoguerra fu comandante dei Vigili del Fuoco di Trieste e di Trento. Fu incaricato nel mese di aprile del 1959, dell'amministrazione del Comitato esecutivo per il monumento a D'Annunzio a Ronchi. Tale opera, su progetto dell'architetto Vincenzo Fasolo, fu realizzata in realtà sul territorio del Comune di Monfalcone sotto la direzione dei lavori dell'architetto Carlo Leopoldo Conighi e fu inaugurata il 30 ottobre 1960.